# IBU Cup 2022/2023
IBU Cup 2022/2023 byl 15. ročníkem druhého nejvyššího okruh závodů v biatlonu pořádaným Mezinárodní biatlonovou unií (IBU). 
Začít měl 24. listopadu 2022 závody v norském Sjusjøen, které byly pro nedostatek sněhu zrušeny, první zastastávka tak proběhla ve švédském Idre. Skončil 4. března 2023 v kanadském Canmore. Hlavní událostí tohoto ročníku bylo mistrovství Evropy konané ve švýcarském Lenzerheide v lednu 2023.
Celková vítězství z minulého ročníku obhajovali Nor Erlend Bjøntegaard a Francouzka Lou Jeanmonnotová. Celkovými vítězi se stal Nor Endre Strømsheim mezi muži a Švédka Tilda Johanssonová mezi ženami.
V září 2022 bylo na kongresu Mezinárodní biatlonové unie potvrzení prodloužení vyloučení ruského a běloruského národního svazu, což mělo za následek, že sportovci těchto zemí nebudou moci nadále soutěži na jakýchkoliv událost konaných pod záštitou IBU. K vyloučení došlo pro po ruské invazi vůči Ukrajině v únoru 2022.

## Program
Program IBU Cupu 2022/2023:
| Místo konání     | Datum konání                     | Sprint | Supersprint | Stíhací závod | Zkrácený vytrvalostní závod | Vytrvalostní závod | Hromadný start | Smíšená štafeta | Smíšený závod dvojic |
| ---------------- | -------------------------------- | ------ | ----------- | ------------- | --------------------------- | ------------------ | -------------- | --------------- | -------------------- |
| Sjusjøen         | 24.–27. listopadu 2022           | ● ●    |             |               |                             |                    |                | ●               | ●                    |
| Idre             | 30. listopadu – 3. prosince 2022 | ●●     |             |               | ●                           |                    |                |                 |                      |
| Ridnaun          | 15.–18. prosince 2022            | ●      |             | ●             |                             |                    | ●              |                 |                      |
| Brezno-Osrblie   | 5.–8. ledna 2023                 | ●      | ●           |               |                             |                    |                | ●               | ●                    |
| Pokljuka         | 13.–15. ledna 2023               | ● ●    |             |               | ●                           |                    |                |                 |                      |
| Lenzerheide (ME) | 24.–30. ledna 2022               | ●      |             | ●             |                             | ●                  |                | ●               | ●                    |
| Obertilliach     | 2.–4. února 2023                 | ● ●    |             |               |                             |                    |                |                 |                      |
| Canmore          | 23. února – 26. února 2023       | ●      | ●           |               |                             |                    | ●              |                 |                      |
| Canmore          | 1.–4. března 2023                | ●      |             | ●             |                             |                    |                | ●               | ●                    |

Pátá zastávka se původně měla konat v německém Velkém Javoru, následně byla ale přeložena do Pokljuky.

## Pódiové umístění

### Muži
| Č.  | Datum              | Místo            | Disciplína                  | Délka   | Vítěz                     | Druhé místo               | Třetí místo               | Vedoucí IC (po závodě) |
| --- | ------------------ | ---------------- | --------------------------- | ------- | ------------------------- | ------------------------- | ------------------------- | ---------------------- |
| 1.  | 24. listopadu 2022 | Sjusjøen         | sprint                      | 10 km   | zrušeno                   | zrušeno                   | zrušeno                   | zrušeno                |
| 2.  | 26. listopadu 2022 | Sjusjøen         | sprint                      | 10 km   | zrušeno                   | zrušeno                   | zrušeno                   | zrušeno                |
| 3.  | 29. listopadu 2022 | Idre             | sprint                      | 10 km   | Endre Strømsheim          | Mats Øverby               | Philipp Horn              | Strømsheim             |
| 4.  | 30. listopadu 2022 | Idre             | stíhací závod               | 12,5 km | Martin Uldal              | Endre Strømsheim          | Mats Øverby               | Strømsheim             |
| 5.  | 3. prosince 2022   | Idre             | vytrvalostní závod          | 20 km   | Endre Strømsheim          | Aleksander Fjeld Andersen | Lucas Fratzscher          | Strømsheim             |
| 6.  | 4. prosince 2022   | Idre             | sprint                      | 10 km   | Endre Strømsheim          | Philipp Horn              | Andrejs Rastorgujevs      | Strømsheim             |
| 7.  | 15. prosince 2022  | Ridnaun          | sprint                      | 10 km   | Endre Strømsheim          | Oscar Lombardot           | Martin Uldal              | Strømsheim             |
| 8.  | 17. prosince 2022  | Ridnaun          | stíhací závod               | 12,5 km | Mats Øverby               | Oscar Lombardot           | Aleksander Fjeld Andersen | Strømsheim             |
| 9.  | 18. prosince 2022  | Ridnaun          | hromadný start              | 15 km   | Martin Uldal              | Erlend Bjøntegaard        | Lucas Fratzscher          | Strømsheim             |
| 10. | 5. ledna 2023      | Brezno-Osrblie   | supersprint                 | 7,5 km  | Éric Perrot               | Mats Øverby               | Martin Uldal              | Strømsheim             |
| 11. | 7. ledna 2023      | Brezno-Osrblie   | sprint                      | 10 km   | Éric Perrot               | Isak Frey                 | Endre Strømsheim          | Strømsheim             |
| 12. | 13. ledna 2023     | Pokljuka         | zkrácený vytrvalostní závod | 15 km   | Sindre Fjellheim Jorde    | Mats Øverby               | Vebjørn Sørum             | Strømsheim             |
| 13. | 14. ledna 2023     | Pokljuka         | sprint                      | 10 km   | Sindre Fjellheim Jorde    | Lucas Fratzscher          | Vebjørn Sørum             | Strømsheim             |
| 14. | 15. ledna 2023     | Pokljuka         | sprint                      | 10 km   | Vebjørn Sørum             | Aleksander Fjeld Andersen | Lucas Fratzscher          | Strømsheim             |
| 15. | 25. ledna 2023     | Lenzerheide (ME) | vytrvalostní závod          | 20 km   | Endre Strømsheim          | Anton Dudčenko            | Lovro Planko              | Strømsheim             |
| 16. | 27. ledna 2023     | Lenzerheide (ME) | sprint                      | 10 km   | Erlend Bjøntegaard        | Vebjørn Sørum             | Philipp Nawrath           | Strømsheim             |
| 17. | 28. ledna 2023     | Lenzerheide (ME) | stíhací závod               | 12,5 km | Vebjørn Sørum             | Erlend Bjøntegaard        | Endre Strømsheim          | Strømsheim             |
| 18. | 2. února 2023      | Obertilliach     | sprint                      | 10 km   | Erlend Bjøntegaard        | Vebjørn Sørum             | Dmytro Pidručnyj          | Strømsheim             |
| 19. | 4. února 2023      | Obertilliach     | sprint                      | 10 km   | Vebjørn Sørum             | Endre Strømsheim          | Anton Ivarsson            | Strømsheim             |
| 20. | 25. února 2023     | Canmore          | sprint                      | 10 km   | Philipp Horn              | Vebjørn Sørum             | Johan-Olav Botn           | Strømsheim             |
| 21. | 26. února 2023     | Canmore          | supersprint                 | 7,5 km  | Émilien Claude            | Lucas Fratzscher          | Vebjørn Sørum             | Strømsheim             |
| 22. | 28. února 2023     | Canmore          | hromadný start 60           | 15 km   | Aleksander Fjeld Andersen | Martin Uldal              | Simon Kaiser              | Strømsheim             |
| 23. | 1. března 2023     | Canmore          | sprint                      | 10 km   | Vebjørn Sørum             | Johan-Olav Botn           | Daniele Cappellari        | Strømsheim             |
| 24. | 3. března 2023     | Canmore          | stíhací závod               | 12,5 km | Johan-Olav Botn           | Vebjørn Sørum             | Lucas Fratzscher          | Strømsheim             |

### Ženy
| Č.  | Datum              | Místo            | Disciplína                  | Délka   | Vítězka                   | Druhé místo               | Třetí místo            | Vedoucí IC (po závodě) |
| --- | ------------------ | ---------------- | --------------------------- | ------- | ------------------------- | ------------------------- | ---------------------- | ---------------------- |
| 1.  | 24. listopadu 2022 | Sjusjøen         | sprint                      | 7,5 km  | zrušeno                   | zrušeno                   | zrušeno                | zrušeno                |
| 2.  | 26. listopadu 2022 | Sjusjøen         | sprint                      | 7,5 km  | zrušeno                   | zrušeno                   | zrušeno                | zrušeno                |
| 3.  | 29. listopadu 2022 | Idre             | sprint                      | 7,5 km  | Marthe Johansenová        | Janina Hettichová-Walzová | Marion Wiesensarterová | Johansenová            |
| 4.  | 30. listopadu 2022 | Idre             | stíhací závod               | 10 km   | Marthe Johansenová        | Gilonne Guigonnatová      | Marion Wiesensarterová | Johansenová            |
| 5.  | 3. prosince 2022   | Idre             | vytrvalostní závod          | 15 km   | Janina Hettichová-Walzová | Maren Kirkeeideová        | Mona Brorssonová       | Johansenová            |
| 6.  | 4. prosince 2022   | Idre             | sprint                      | 7,5 km  | Selina Grotianová         | Tilda Johanssonová        | Vanessa Hinzová        | Johansenová            |
| 7.  | 15. prosince 2022  | Ridnaun          | sprint                      | 7,5 km  | Federica Sanfilippová     | Vanessa Hinzová           | Paula Botetová         | Johansenová            |
| 8.  | 17. prosince 2022  | Ridnaun          | stíhací závod               | 10 km   | Maren Kirkeeideová        | Federica Sanfilippová     | Vanessa Hinzová        | Hinzová                |
| 9.  | 18. prosince 2022  | Ridnaun          | hromadný start              | 12,5 km | Gilonne Guigonnatová      | Anamarija Lampičová       | Tilda Johanssonová     | Guigonnatová           |
| 10. | 5. ledna 2023      | Brezno-Osrblie   | supersprint                 | 7,5 km  | Maren Kirkeeideová        | Frida Dokkenová           | Fany Bertrandová       | Kirkeeideová           |
| 11. | 7. ledna 2023      | Brezno-Osrblie   | sprint                      | 7,5 km  | Eleonora Faunerová        | Hannah Auchentallerová    | Juni Arnekleivová      | Kirkeeideová           |
| 12. | 13. ledna 2023     | Pokljuka         | zkrácený vytrvalostní závod | 12,5 km | Hannah Auchentallerová    | Hanna Kebingerová         | Paula Botetová         | Guigonnatová           |
| 13. | 14. ledna 2023     | Pokljuka         | sprint                      | 7,5 km  | Hanna Kebingerová         | Karoline Erdalová         | Michela Carraraová     | Guigonnatová           |
| 14. | 15. ledna 2023     | Pokljuka         | sprint                      | 7,5 km  | Paula Botetová            | Hanna Kebingerová         | Lisa Maria Sparková    | Guigonnatová           |
| 15. | 25. ledna 2023     | Lenzerheide (ME) | vytrvalostní závod          | 15 km   | Lisa Maria Sparková       | Julija Džymová            | Selina Grotianová      | Guigonnatová           |
| 16. | 27. ledna 2023     | Lenzerheide (ME) | sprint                      | 7,5 km  | Anastasija Merkušinová    | Tilda Johanssonová        | Vanessa Hinzová        | Johanssonová           |
| 17. | 28. ledna 2023     | Lenzerheide (ME) | stíhací závod               | 10 km   | Selina Grotianová         | Tilda Johanssonová        | Gilonne Guigonnatová   | Johanssonová           |
| 18. | 2. února 2023      | Obertilliach     | sprint                      | 7,5 km  | Tilda Johanssonová        | Sophie Chauveauová        | Lydia Hiernickelová    | Johanssonová           |
| 19. | 4. února 2023      | Obertilliach     | sprint                      | 7,5 km  | Juni Arnekleivová         | Fujuko Tačizakiová        | Selina Grotianová      | Johanssonová           |
| 20. | 25. února 2023     | Canmore          | sprint                      | 7,5 km  | Maren Kirkeeideová        | Paula Botetová            | Chrystyna Dmitrenková  | Johanssonová           |
| 21. | 26. února 2023     | Canmore          | supersprint                 | 7,5 km  | Emilie Kalkenbergová      | Michela Carrarová         | Paula Botetová         | Johanssonová           |
| 22. | 28. února 2023     | Canmore          | hromadný start 60           | 12 km   | Marthe Johansenová        | Mareike Braunová          | Gilonne Guigonnatová   | Johanssonová           |
| 23. | 1. března 2023     | Canmore          | sprint                      | 7,5 km  | Emilie Kalkenbergová      | Paula Botetová            | Marthe Johansenová     | Johanssonová           |
| 24. | 3. března 2023     | Canmore          | stíhací závod               | 10 km   | Marthe Johansenová        | Emilie Kalkenbergová      | Ella Halvarssonová     | Johanssonová           |

### Smíšené závody
| Č. | Datum              | Místo            | Disciplína           | Vítězové                                                                              | Druhé místo                                                                        | Třetí místo                                                                 | Vedoucí disciplíny (po závodě) |
| -- | ------------------ | ---------------- | -------------------- | ------------------------------------------------------------------------------------- | ---------------------------------------------------------------------------------- | --------------------------------------------------------------------------- | ------------------------------ |
| 1. | 27. listopadu 2022 | Sjusjøen         | smíšená štafeta      | zrušeno                                                                               | zrušeno                                                                            | zrušeno                                                                     | zrušeno                        |
| 2. | 27. listopadu 2022 | Sjusjøen         | smíšený závod dvojic | zrušeno                                                                               | zrušeno                                                                            | zrušeno                                                                     | zrušeno                        |
| 3. | 8. ledna 2023      | Brezno-Osrblie   | smíšená štafeta      | NorskoIsak Frey Endre Strømsheim Juni Arnekleivová Maren Kirkeeideová                 | NěmeckoLucas Fratzscher Philipp Nawrath Marion Wiesensarterová Juliane Frühwirtová | ŠvédskoAnton Ivarsson Oskar Brandt Sara Anderssonová Felicia Lindqvistová   | Norsko                         |
| 4. | 8. ledna 2023      | Brezno-Osrblie   | smíšený závod dvojic | NorskoMats Øverby Frida Dokkenová                                                     | FranciePaul Fontaine Paula Botetová                                                | ŠvýcarskoGion Stalder Flurina Volkenová                                     | Norsko                         |
| 5. | 29. ledna 2023     | Lenzerheide (ME) | smíšená štafeta      | NorskoMaren Kirkeeideová Karoline Erdalová Erlend Bjøntegaard Vebjørn Sørum           | NěmeckoLisa Maria Sparková Selina Grotianová Dominic Schmuck Lucas Fratzscher      | ŠvédskoTilda Johanssonová Stina Nilssonová Malte Stefansson Anton Ivarsson  | Norsko                         |
| 6. | 29. ledna 2023     | Lenzerheide (ME) | smíšený závod dvojic | NorskoJuni Arnekleivová Endre Strømsheim                                              | ŠvýcarskoAmy Basergová Niklas Hartweg                                              | FranciePaula Botetová Émilien Claude                                        | Norsko                         |
| 7. | 4. března 2023     | Canmore          | smíšená štafeta      | NorskoAleksander Fjeld Andersen Vebjørn Sørum Emilie Kalkenbergová Maren Kirkeeideová | NěmeckoLucas Fratzscher Philipp Horn Mareike Braunová Juliane Frühwirtová          | FrancieRemi Broutier Ambroise Meunier Camille Benedová Gilonne Guigonnatová | Norsko                         |
| 8. | 4. března 2023     | Canmore          | smíšený závod dvojic | NorskoMartin Uldal Marthe Johansenová                                                 | RakouskoPatrick Jakob Kristina Oberthalerová                                       | FrancieÉmilien Claude Paula Botetová                                        | Norsko                         |

## Pořadí IBU Cupu

### Pořadí jednotlivců
Konečné pořadí po 24 závodech
| Muži   | Muži                      | Muži |
| Pořadí | Jméno                     | Body |
| ------ | ------------------------- | ---- |
| 1.     | Endre Strømsheim          | 1051 |
| 2.     | Lucas Fratzscher          | 923  |
| 3.     | Vebjørn Sørum             | 910  |
| 4.     | Aleksander Fjeld Andersen | 847  |
| 5.     | Mats Øverby               | 812  |
| 6.     | Martin Uldal              | 694  |
| 7.     | Philipp Horn              | 674  |
| 8.     | Dominic Schmuck           | 577  |
| 9.     | Oscar Lombardot           | 400  |
| 10.    | Remi Broutier             | 400  |
| 13.    | Vítězslav Hornig          | 378  |
| 21.    | Adam Václavík             | 275  |
| 77.    | Mikuláš Karlík            | 69   |
| 88.    | Tomáš Mikyska             | 57   |
| 111.   | Ondřej Mánek              | 29   |
| 126.   | Jonáš Mareček             | 15   |
| 144.   | Jakub Kocián              | 5    |

| Ženy   | Ženy                        | Ženy |
| Pořadí | Jméno                       | Body |
| ------ | --------------------------- | ---- |
| 1.     | Tilda Johanssonová          | 844  |
| 2.     | Gilonne Guigonnatová        | 842  |
| 3.     | Paula Botetová              | 803  |
| 4.     | Maren Kirkeeideová          | 771  |
| 5.     | Marthe Kråkstad Johansenová | 751  |
| 6.     | Selina Grotianová           | 614  |
| 7.     | Vanessa Hinzová             | 533  |
| 8.     | Michela Carrarová           | 522  |
| 9.     | Lisa Maria Sparková         | 482  |
| 10.    | Emilie Kalkenbergová        | 481  |
| 53.    | Eliška Václavíková          | 121  |
| 54.    | Tereza Vinklárková          | 121  |
| 66.    | Kristýna Otcovská           | 86   |
| 69.    | Tereza Jandová              | 83   |
| 87.    | Tereza Voborníková          | 48   |
| 121.   | Lenka Bártová               | 16   |
| 137.   | Kateřina Pavlů              | 2    |